# Kosiv
Kosiv (Oekraïens: Косів) is een stad en gemeente in de Oekraïense oblast Ivano-Frankivsk met 8.627 inwoners. De plaats ligt aan de linkeroever van de Rybnytsa, de zijrivier van de Proet. Kosiv is het belangrijkste centrum van de hoetsoelen.

## Geschiedenis
In 14e eeuw kwam de stad onder heerschappij van het Koninkrijk Polen (1385-1569) en daarna het Pools-Litouwse Gemenebest, wat duurde tot 1772, de Eerste Poolse Deling. In 1772 kwam de stad onder Oostenrijks bestuur.
Tijdens de Tweede Wereldoorlog werd de stad eerst bezet door de Sovjet-Unie (september 1939 - juni 1941) en daarna door de Duitsers. Na de oorlog kwam de stad in de Oekraïense SSR te liggen.
Sinds 1991 ligt Kosiv in onafhankelijk Oekraïne.

## Gallery

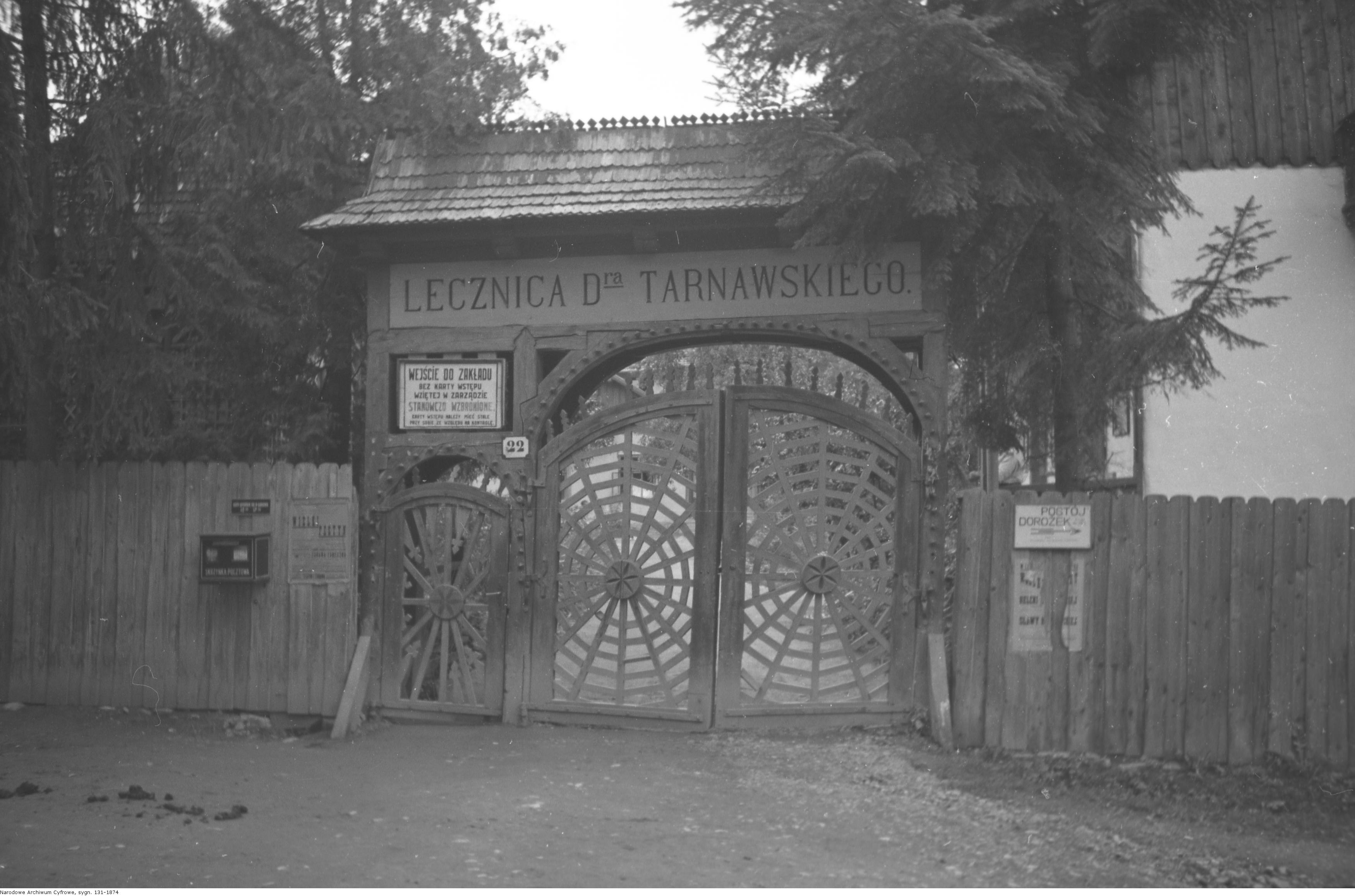
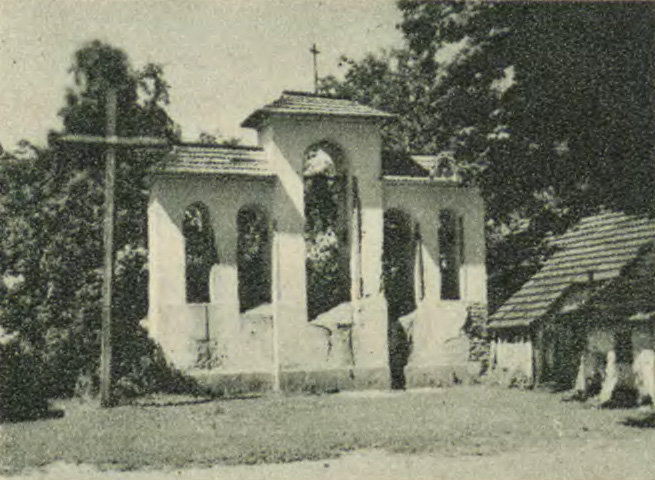
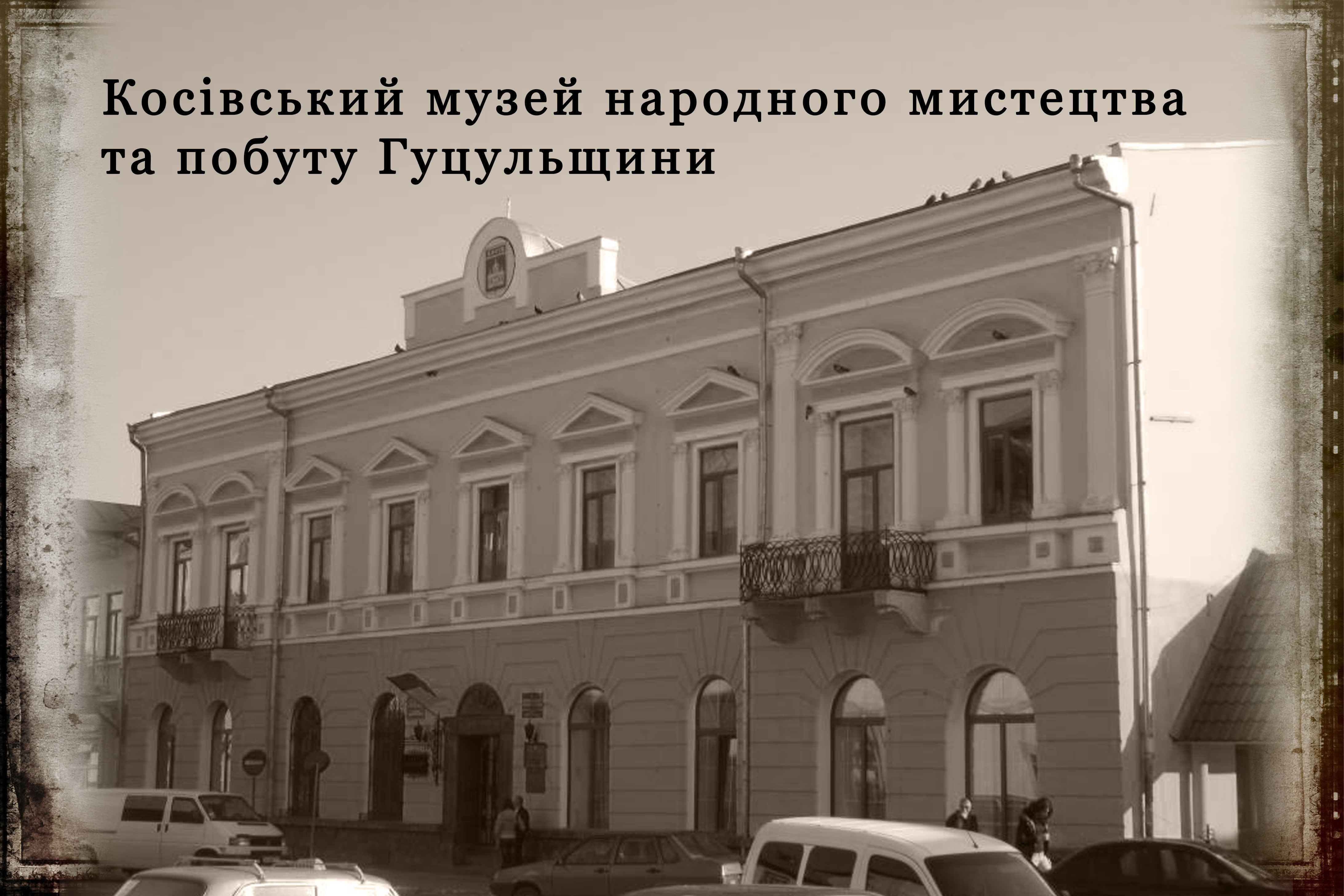